# Нурвест-Шпицберген
Нурвест-Шпицберген (норв. Nordvest-Spitsbergen nasjonalpark) — норвежский национальный парк территориально расположен на территории архипелага Шпицберген, включает северо-западную часть острова Западный Шпицберген (Земля Альберта I и Земля Хокона VII) и близлежащие острова, такие как Данскёя и Моффен. Национальный парк был создан королевским указом 1 июня 1973 года и включал, кроме всего прочего, теплые источники и остатки вулканов в Бокфьордене. Площадь поверхности — 9914 км².

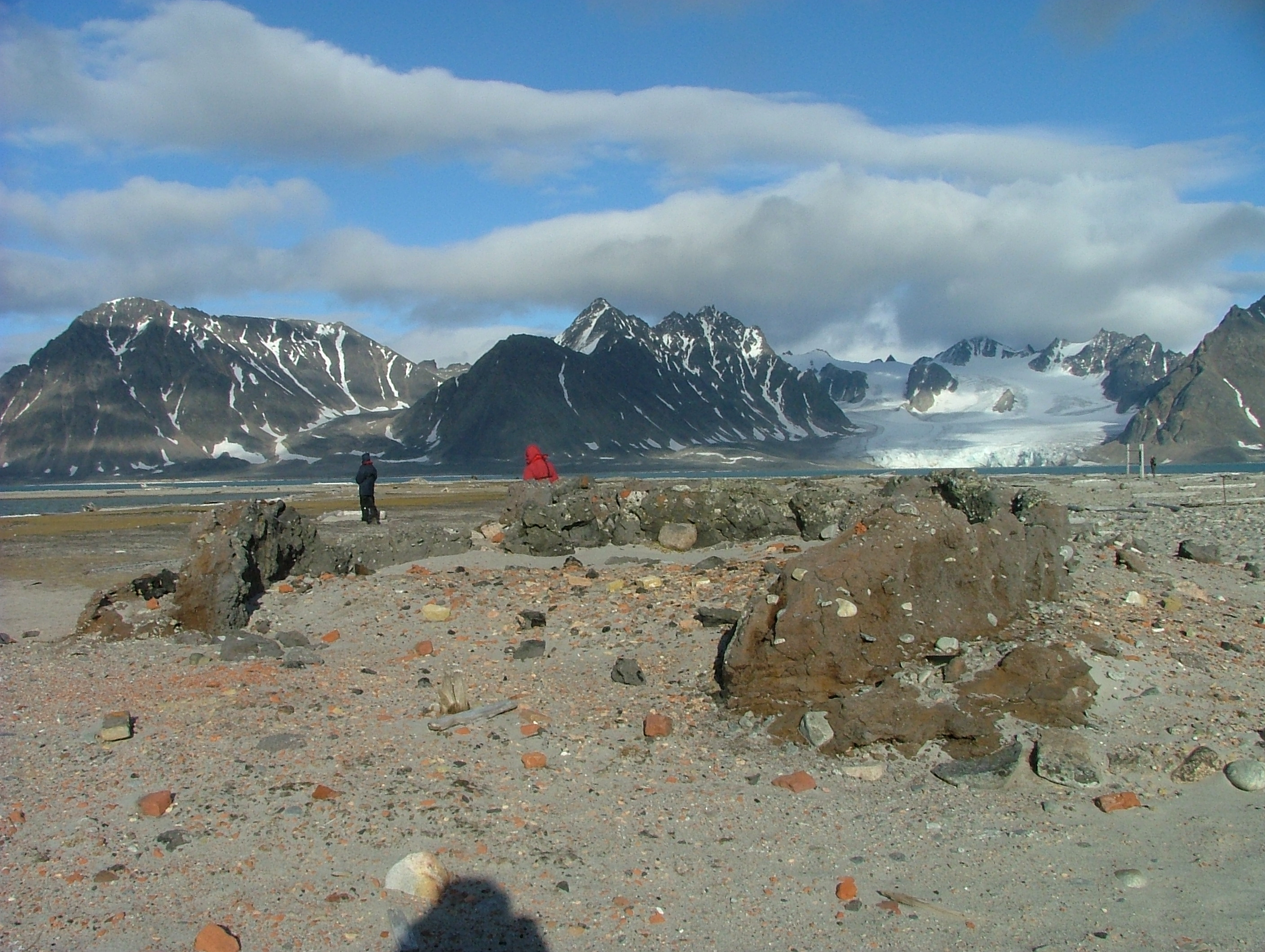

На территории Национального парка проживают бесчисленные колонии морских птиц, северные олени и песец, зимуют белые медведи, а также можно встретить моржей. Здесь сохранились останки китобойной станции и могилы 17-го века, а также следы стоянок нескольких Полярных экспедиций, например в Виргохамне (англ. Virgohamna) на острове Данксёя, стартовая точка экспедиции шведского инженера Соломона Августа Андре, погибшей в 1897 году при попытке достичь Северного полюса на воздушном шаре, наполненном водородом.

## Геотермальные источники
Геотермальные источники Трол и Йотун, расположенные на окраине Бокфьордена являются наиболее северными наземными геотермальными источниками, расположенными на 80-м градусе северной широты. Первое документальное упоминание о них встречается в конце 1800-х годов. Хоель (англ. Hoel) и Халтедаль (англ. Haltedahl) проводили детальное изучение данных источников. Они выяснили, что температура воды Йотуна 24,5 °C, а Трола — 28,3 °C